# Myzostoma quadricaudatum
Myzostoma quadricaudatum is een ringworm uit de familie Myzostomatidae.
Myzostoma quadricaudatum werd in 1884 voor het eerst wetenschappelijk beschreven door Graff.